# Route nationale 701
Pour les articles homonymes, voir Route 701.
La route nationale 701 ou RN 701 était une route nationale française reliant Rochechouart à Brive-la-Gaillarde.
À la suite de la réforme de 1972, la RN 701 a été déclassée en RD 901.

## Ancien tracé de Rochechouart à Brive-la-Gaillarde (D 901)
- Rochechouart
- Oradour-sur-Vayres
- Châlus
- Bussière-Galant
- Ladignac-le-Long
- Le Chalard
- Saint-Yrieix-la-Perche
- Coussac-Bonneval
- Lubersac
- Arnac-Pompadour
- Juillac
- Saint-Bonnet-la-Rivière
- Objat
- Varetz
- Brive-la-Gaillarde